# Macrozamia parcifolia
Macrozamia parcifolia P.I.Forst. & D.L.Jones è una pianta appartenente alla famiglia delle Zamiaceae, endemica dell'Australia.

## Descrizione
È una cicade con fusto sotterraneo, con diametro di 10-20 cm.
Presenta da 1 a 4 foglie, pennate, lunghe 65-95 cm, disposte a corona all'apice del fusto e rette da un picciolo lungo 15-30 cm; ogni foglia è composta da 50-110 paia di foglioline lanceolate, con margine intero e apice acuminato, lunghe 5-25 cm, di colore verde brillante.
È una specie dioica con esemplari maschili che presentano coni terminali di forma cilindrica, lunghi 7-14 cm ed esemplari femminili con coni di forma ovoidale, lunghi 8-14 cm.
I semi sono grossolanamente ovoidali, lunghi 17-25 mm, ricoperti da un tegumento di colore rosso arancio.

## Distribuzione e habitat
La specie è presente, con popolazioni frammentate, nella parte settentrionale del Queensland, Australia.

## Conservazione
La IUCN Red List classifica M. parcifolia come specie vulnerabile.

La specie è inserita nella Appendice II della Convention on International Trade of Endangered Species (CITES).